# 紅斯洛博達 (基輔州)

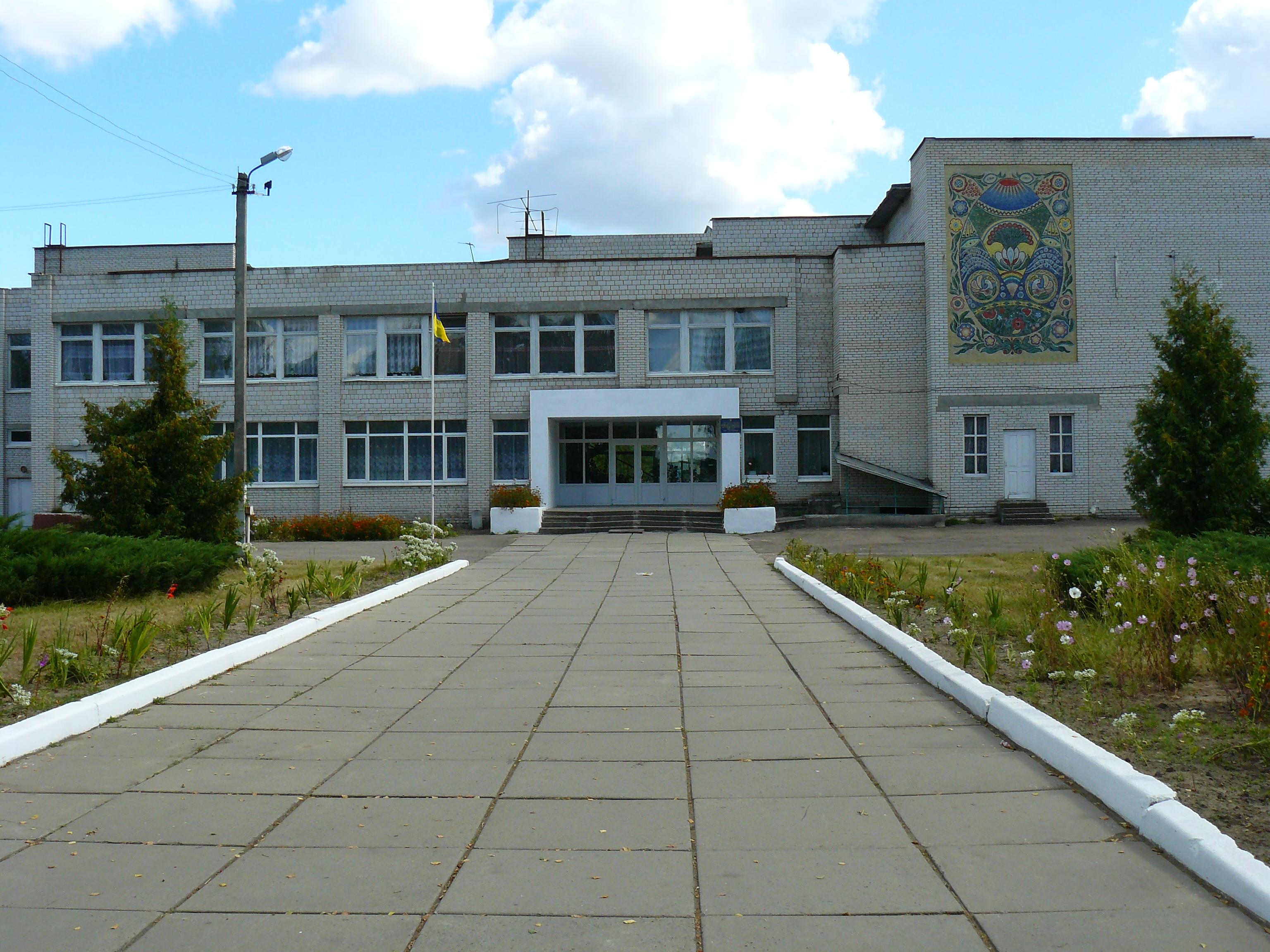
学校

50°23′21″N 29°40′38″E / 50.38917°N 29.67722°E
红斯洛博達（烏克蘭語：Червона Слобода）是位於烏克蘭北部的村莊，由基辅州布恰区的馬卡里夫市鎮負責管轄。該村面積0.16平方公里，海拔高度156米，2001年人口422，人口密度每平方公里2,907.4人。